# Cuscuta epithymum
Cuscuta epithymum  es una planta parásita nativa de Europa la cual pertenece a la familia Convolvulaceae, pero estaba clasificada anteriormente en la antigua familia Cuscutaceae. Su epíteto específico hace referencia a que crece sobre el tomillo, Thymus vulgaris,  aunque es un parásito notable también en otras plantas, como la alfalfa.

## Descripción
Es una planta parásita, herbácea, anual, sin hojas y que se fija a sus huéspedes con raicillas succionantes. Sus huéspedes principales son la ortiga, el trébol y el lúpulo. Parasita también leguminosas, aulagas y brezos. Tiene el tallo rojizo muy ramificado con escamas foliares. Las flores son pequeñas, blancas o rosadas con corola de cinco lóbulos agrupados en glomérulos. El fruto es una cápsula.

## Propiedades
- Laxante utilizado en homeopatía.
- Purgante en decocción, estimula la secreción biliar.

Indicaciones: La hierba es aperitivo, tónico, hepático, carminativo, afrodisíaco, sudorífico, demulcente, diurético, antiescorbútico. las semillas son depurativo.

## Taxonomía
Cuscuta epithymum  fue descrita por Carlos Linneo  y publicado en Systemat Vegetabilium. Editio decima quarta 140. 1774.
Sinonimia
- Cuscuta acutiflora Rota
- Cuscuta campanulata Stokes
- Cuscuta coriariae Sennen & Pau
- Cuscuta epithymiphyta St.-Lag.
- Cuscuta europaea var. epithymum L.
- Cuscuta hygrogenes Gand.
- Cuscuta muelleri Strail
- Cuscuta trifolii Bab.
- Cuscuta ulicis Godr.[3]

## Denominación popular
- Castellano:  Cabellos de Ángel, anillos, azafranillo, azafrán borde, barba o barbas de raposo, barbas de ajedrea, barbas de capuchino, barbas de cuco, barbas de hisopo, cabellera, cabellos, cabellos de monte, cabellos de Nuestro Señor, cabellos de tomillo, cáncer, cúscuta, cuscuta, epitimo, epítimo, flores de tomillo, manto de la Virgen, pelillo, pitiminí.
- Aragonés: coscuta, epítimo, tapioca, tiña.
- Asturleonés: barba de la cotoya, barbes de raposu, coscuta.
- Gallego: barbas de raposo, liño de raposo, etc.[4]